# Jakob von Manson
Jakob von Manson (auch: Jacques Charles de Manson, * 10. September 1724 in der Provence; † 5. Januar 1809 in München) war bayerischer Generalleutnant der Artillerie sowie Vorstand der Zeughaus-Hauptdirektion.

## Leben
Er begann 1742 seine militärische Laufbahn als Kadett in der französischen Armee während des österreichischen Erbfolgekriegs. Mai 1745 wurde er Sous-Lieutenant des Artilleriekorps. Von 1745 bis 1748 kämpfte er in Flandern und wurde 1746 bei der Belagerung von Mons sowie 1748 bei der Belagerung von Maastricht verwundet.
Er nahm am Siebenjährigen Krieg teil. Nach dem Krieg wurde er vom General Gribeauval in die Kommission berufen, die in Frankreich ein neues System für die Artillerie ausarbeitete. Ihm namentlich verdankte man die Konstruktionstabellen für alle Teile des Artilleriematerials, wodurch das lang bestehende Wartungsproblem gelöst wurde. Als Gribeauval 1789 starb, galt Manson als der beste Artillerie-Offizier der französischen Armee. 1788 wurde er zum Maréchal de camp ernannt. Bei Ausbruch der Französischen Revolution zeigte er sich königstreu und schloss sich der Armee des Prinzen Condé an. Dort erhielt er den Befehl über die Artillerie, zeichnete sich bei mehreren Gelegenheiten aus und erhielt das Großkreuz des Ordre royal et militaire de Saint-Louis.
Nach Auflösung des Korps des Prinzen wechselte er in die Bayerische Armee. Dort erhielt er vom bayerischen Kurfürsten Max Joseph am 6. Februar 1800 den Rang eines Generalleutnants und wurde Inhaber des Artillerieregiments. Seine Aufgabe war es, das französische Artilleriesystem in Bayern einzuführen. Mason erwarb sich weiter große Verdienste um die bayrische Artillerie. Noch 1800 gründete er die Gewehrfabrik in Amberg, befahl auch die Produktion des Pulvers aus gereinigtem Salpeter und führte die Pulverprobe ein. Außerdem gründete er die Offiziersartillerieschule und organisierte die Artilleriekompanien neu. Er verbesserte die Geschützgießereien und errichtete die erste reitende Batterie in Bayern. Zusätzlich gelang ihm die Erhöhung des Gehalts für Offiziere, Unteroffiziere und Mannschaften der Artillerie. In der Durchsetzung für die bayrische Artillerie so wichtiger Reformen wurde er von den späteren Generalen Colonge und Zoller sowie von Comeau und Reichenbach  unterstützt.
Manson wurde 1803 mit dem Orden vom Pfälzer Löwen ausgezeichnet und bei der Stiftung des Militär-Max-Joseph-Ordens durch Armeebefehl vom 1. März 1806 zum Ehrenritter ernannt.